# Bouy

Bouy este o comună în departamentul Marne, Franța. În 2009 avea o populație de 482 de locuitori.